# Monokarpie

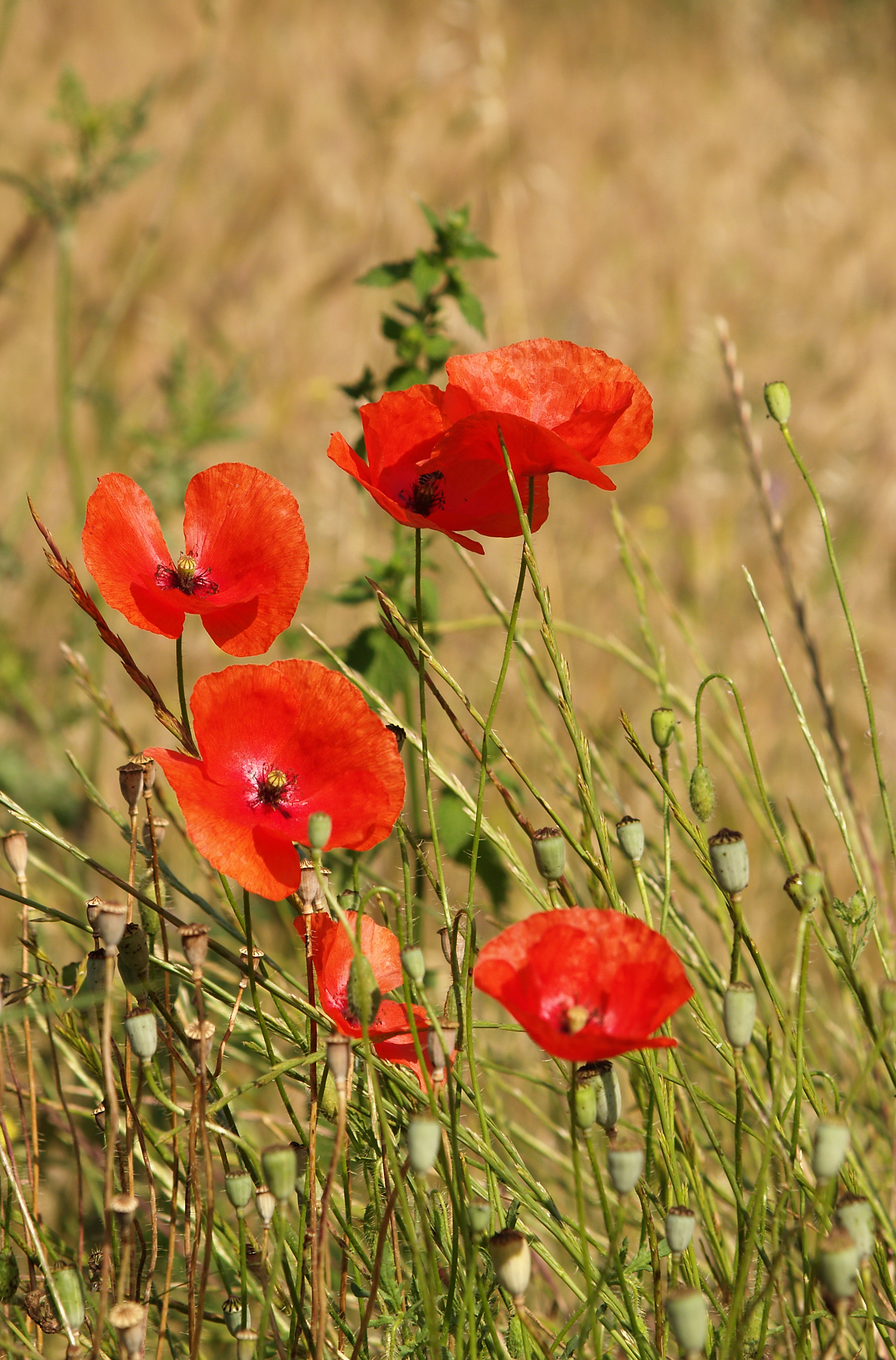
Jednoletá monokarpická rostlina – mák vlčí

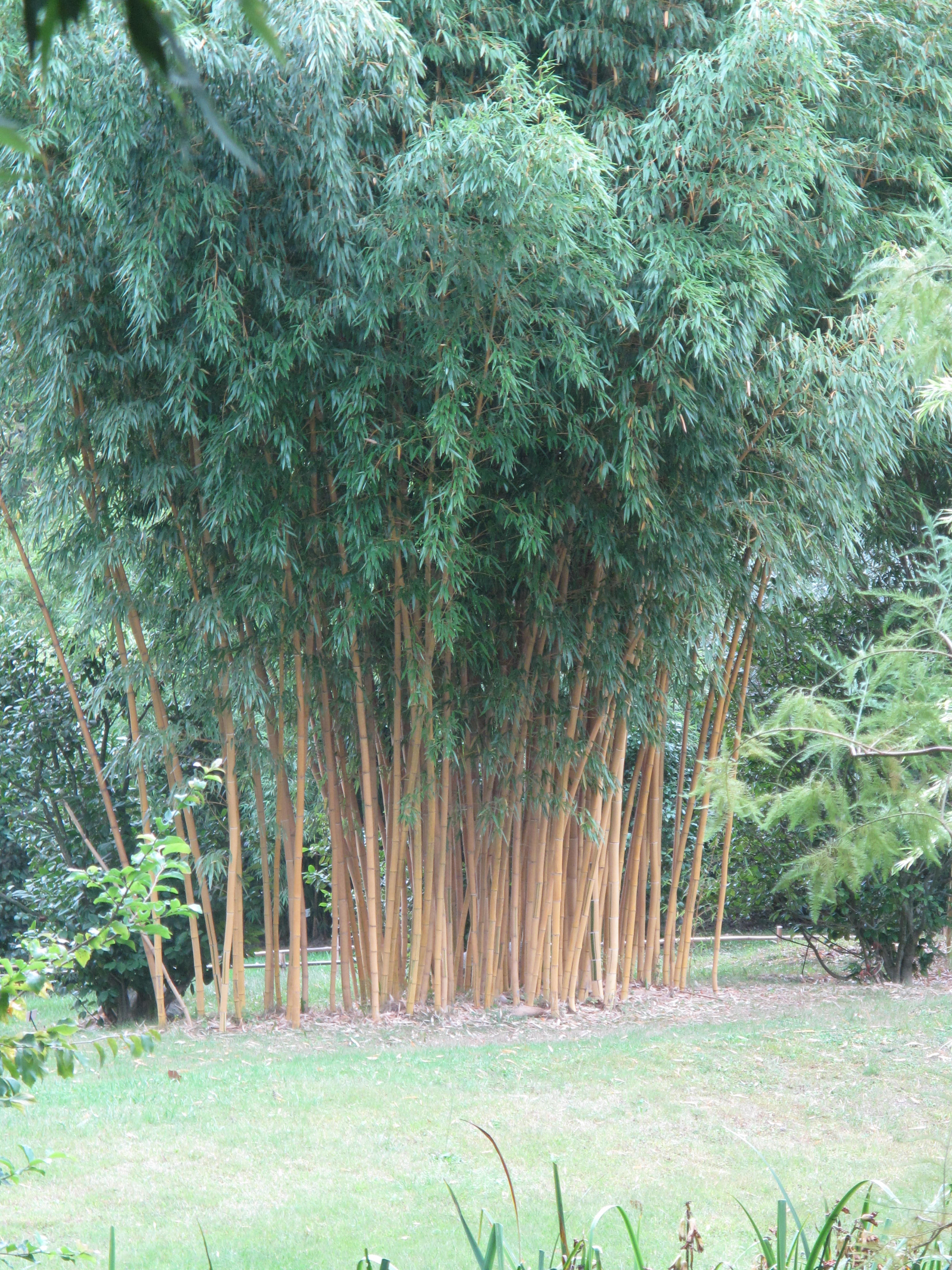
Víceletá monokarpická rostlina – listoklasec bambusovitý

Monokarpie je vlastnost rostliny vyklíčit, vykvést a vytvořit plody (semena) pouze jednou ve svém životě a poté odumřít. Tento svůj úkol může rostlina splnit v jednom roce, ve dvou či třech létech nebo až za dobu několika desetiletí (např. druh listoklasec bambusovitý Phyllostachys reticulata). Uhynutí rostliny není způsobeno samotným kvetením, ale zásadní změnou v koloběhu živin, kdy vytvořením květů, plodů a semen odčerpá z kořenů a listů všechny zásobní zdroje energie.
Monokarpické rostliny též bývají nazývány hapaxantní nebo haplobiotické, kde první části složenin „hapax“ a „haplo“ značí jednou či jednoduchý.

## Rozdělení
Monokarpii vykazují tyto typy rostlin:
- Jednoleté (monocyklické) – (jednoletky, letničky) životní cyklus trvá jen jedno vegetační období. Během něho ze semen vyklíčí, vytvoří vegetační orgány, potom orgány reprodukční a po jejich opylení se vytvoří plody se semeny a rostliny následně uhynou. Jsou to např. některé druhy obilnin (kukuřice setá, rýže setá) nebo slunečnice roční, hrách setý, fazol obecný, meloun cukrový, mák setý, len setý a okrasné rostliny zvané letničky. Tyto rostliny jsou nejvíce přizpůsobené na pravidelná nepříznivá období (mráz, sucho), která přežívají ve stadiu semen. S ohledem na rozdílnou odolnost semen a dobu životaschopnosti mohou rostliny takto bezpečně přečkat různě dlouhé a k životu rozličně nepříznivé etapy.

- Dvouleté (bicyklické) – životní cyklus trvá dvě vegetační období. Prvním rokem vyklíčí a vytvoří část vegetativních orgánů (např. listovou růžici) a ve druhém roce vzniknou orgány reprodukční květy. Rostlina vykvete a po oplodnění se vyvinou semena a rostlina uhyne. Například: některé ozimé odrůdy obilnin (ječmene, pšenice, žita) a dále mrkev obecná, kmín kořenný, řepa červená, divizna velkokvětá, náprstník červený, lopuch větší, bodlák obecný a další.

- Víceleté[pozn. 1] (polycyklické) – jsou to rostliny, jejichž životní cyklus trvá v závislosti na okolnostech několik let až desetiletí. V prvém roce vyklíčí, pak u nich po několik let vznikají vegetační a reprodukční orgány a teprve v posledním roce života vykvete, vyvinou se semena a rostlina uhyne. Příkladem jsou např. agáve sisalová či puja Raimondova.

1. ↑  Název víceleté se ale někdy používá i pro rostliny vytrvalé, zejména krátkověké byliny.

Opakem monokarpie je polykarpie.